# Léonce-Émile Durand-Savoyat
Pour les articles homonymes, voir Durand-Savoyat et Durand.
Léonce-Émile Durand-Savoyat est un avocat et homme politique français né le 14 février 1847 à Monestier-de-Clermont (Isère) et mort le 17 mai 1903 à Grenoble.

## Biographie
Inscrit au barreau de Grenoble en 1869, il s'intéresse très vite à la vie politique et devient conseiller municipal de Grenoble en 1874. Propriétaire terrien dans le Vercors, il devient maire d'Autrans en 1884, il est aussi conseiller général du canton de Monestier-de-Clermont de 1880 à 1903 et vice-président du conseil général de l'Isère.
Il est élu député le 4 octobre 1885, et vote notamment pour l'expulsion des princes en 1886, pour le projet de loi Lisbonne restrictif de la liberté de la presse et pour les poursuites contre le général Boulanger. En septembre 1889, il renonce à se représenter au profit de son cousin James Durand-Savoyat.
À la faveur d'une élection partielle, il est élu sénateur le 15 février 1891. Son mandat est renouvelé le 3 janvier 1897. Il s'inscrit au groupe de l'Union républicaine et appartient à diverses Commissions spéciales. Membre du Conseil supérieur de l'agriculture, il est l'auteur d'une proposition de loi relative aux Chambres de commerce et aux Chambres consultatives des arts et manufactures (1895) et établit le rapport sur cette proposition (1896) ainsi que le rapport sur la proposition de loi relative à la liberté de réunion et de correspondance des Chambres de commerce (1896).
Il présente un rapport pour avis sur la proposition de loi relative à l'importation et à l'exportation des blés et farines et à la création de bons d'importation.
Il intervient dans la discussion du projet de loi ayant pour objet de porter de 2500 à 3000 l'effectif des étalons entretenus dans les dépôts du service des haras (1892), des conclusions du rapport de la Commission chargée d'examiner les modifications à introduire dans la législation et dans l'organisation des divers services concernant le régime fiscal de l'Algérie (1894), du projet de loi concernant la réforme de l'impôt sur les boissons (1896), de la proposition de loi ayant pour objet la réforme de l'impôt des prestations (1897).
Il intervient également dans la discussion de divers budgets : Travaux publics (1895), Finances (1896), Agriculture (1897, 1901).
Il meurt au cours de son mandat en 1903 à l'âge de 56 ans. Son éloge funèbre est prononcé à la séance du 19 mai par le Président Armand Fallières. 
Une rue porte son nom à Grenoble depuis le 7 janvier 1909.

## La famille Durand-Savoyat
Son oncle est le député Napoléon Durand-Savoyat, né le 28 octobre 1800, élu député à l'Assemblée constituante du 23 avril 1848 par les électeurs de l'Isère et réélu à l'Assemblée législative du 13 mai 1849.
Napoléon a trois fils : Oscar, né en 1828 à Seyssins, Maximilien, né en 1833 à Avignonet et James, né le 11 décembre 1849 à Mens, qui est également député de 1889 à 1893 et sénateur de 1891 à 1903. Il meurt à Monaco le 9 février 1914.